# Sertorius australis
Sertorius australis är en insektsart som beskrevs av Leon Fairmaire. Sertorius australis ingår i släktet Sertorius och familjen hornstritar. Inga underarter finns listade i Catalogue of Life.